# Гез-Рикор, Кристиан
Кристиан Гез-Рикор (фр. Christian Gabrielle Guez Ricord, 9 января 1948, Марсель — 7 июня 1988) — французский поэт.

## Биография
За первую книгу стихов, оставшуюся в рукописи, получил премию Поля Валери (1965). Отказался от карьеры астрофизика. С 1967 публиковал стихи в различных журналах. Его заметили и поддержали Пьер Эмманюэль, Эдмон Жабес, Мишель Деги, Бернар Ноэль, но в особенно доверительных отношениях с ним был Ив Бонфуа. Гез-Рикор сам, в свою очередь, стал ориентиром для нескольких более молодых поэтов (Мишель Орсель, Доминик Соррант). Был также поддержан стипендиями различных литературных фондов, в том числе был стипендиатом Виллы Медичи в 1973—1974. Затем его поместили в психиатрическую лечебницу, но он вернулся на виллу летом 1974 и прожил там до весны 1975. В 1984 опубликовал отредактированный его психиатром Жаном-Пьером Кудре рассказ о собственной болезни От сумасшедшего к фигляру. Выступал в различных учебных заведениях, на радио France Culture. Был госпитализирован в 1983, 1986 и 1987. Покончил с собой, приняв гигантскую дозу сердечных препаратов (Соталекс). По завещанию его наследником стал поэт Бернар Миале.

## Произведения

### Циклы книг
- Le Cantique qui est à Gabriel/le (1968—1988)
  - I. Maison Dieu (I, L’Ave), Éditions Granit, Paris, 1982
  - II. La Tombée des nues, Éditions du Lamparo, L’Isle-sur-la-Sorgue, 1989.
  - III. Les Heures à la nuit, suivi de Le sujet de ma poésie, c’est ma poésie [1987], Texte établi par Bernar Mialet, Éditions La Sétérée, Crest, 1992.
  - Le Cantique qui est à Gabriel/le [Édition complète: Maison Dieu, I, II, III et IV], La Tombée des nues, Les Heures à la nuit], texte établi par Bernar Mialet, Le Bois d’Orion, L’Isle-sur-la-Sorgue, 2005.
- La Couronne de la Vierge
  - Cènes [La Couronne de la Vierge, I), Cahier de Poésie, n°2, Gallimard, Paris, 1976.
  - Scytale (Barques, Iles), [La Couronne de la Vierge, I et III], Atelier des Grames, Gigondas, 1981.
  - Neumes, [La Couronne de la Vierge, VII], Ryôan-ji, Marseille, 1983.
  - Chambres, [La Couronne de la Vierge, V], L’Alphée, Paris, 1982.
- L’Annoncée
  - Rosace, [extrait de L’Annoncée V], Sud, Marseille, 1975.
  - L’Annoncée [I], Spectres familiers, Le Revest-les-Eaux, 1983.
  - La Traversée [extrait de L’Annoncée V], avant-propos de Bernar Mialet, dans L’instant d’après, n°2, Cluny, 1999.

### Отдельные книги
- La Rosalia 1977
- La Monnaie des morts (dialogues) (1979)
- Ephèse, Paroisse une Saison en Enfer 1980
- Falsification du Jour 1981
- Le Dernier Anneau (1981)
- La Lettre sous le manteau (1982)
- La Nuit ordonne (1982)
- Carte d’identité (1983
- Anakuklosis; La Couronne de La Vierge 1983
- Du fou au bateleur в соавторстве с доктором Ж. П. Кудре (1984)
- La Mort a ses images (1985)
- La Quadrature du Feu (1986)
- La Nuit des preuves; Les Clés de la Tombe; D’ici là 1986
- L’Adieu (1986)
- La Porte de l’Orient (1987)
- Elle est la pierre avec ses tables, lettre à Pascal Simonet (1988)
- La Secrète (1988)
- La Reconnaissance du serment (1992)
- Les Cahiers de la Vierge noire (1994
- L’Aventurée, édition préparée par Bernar Mialet et Christian Estèbe, [Textes inédits ou publiés en revues, 1960—1984] (1994)
- Neuf Méditerranées, [extrait de Rosace] (1997)
- Le Tombeau immergé, [extrait de La Mort a ses images] (1999)
- Prière d’insérer ou La Quête de l’identité, préface et établissement des textes par Bernar Mialet (2007)
- Cinq lettres à Yves Reynier (plus une sixième), postface de Bernar Mialet (2011)

## Признание
Музыку на стихи Гез-Рикора писал Жерар Гризе (Quatre chants pour franchir le seuil, последняя работа композитора; исполнение и запись — 2001).